# Mofletta
La mofletta è una specialità culinaria tipica delle comunità ebraiche marocchine , preparata tradizionalmente in occasione di Mimouna.